# Pusztasalat

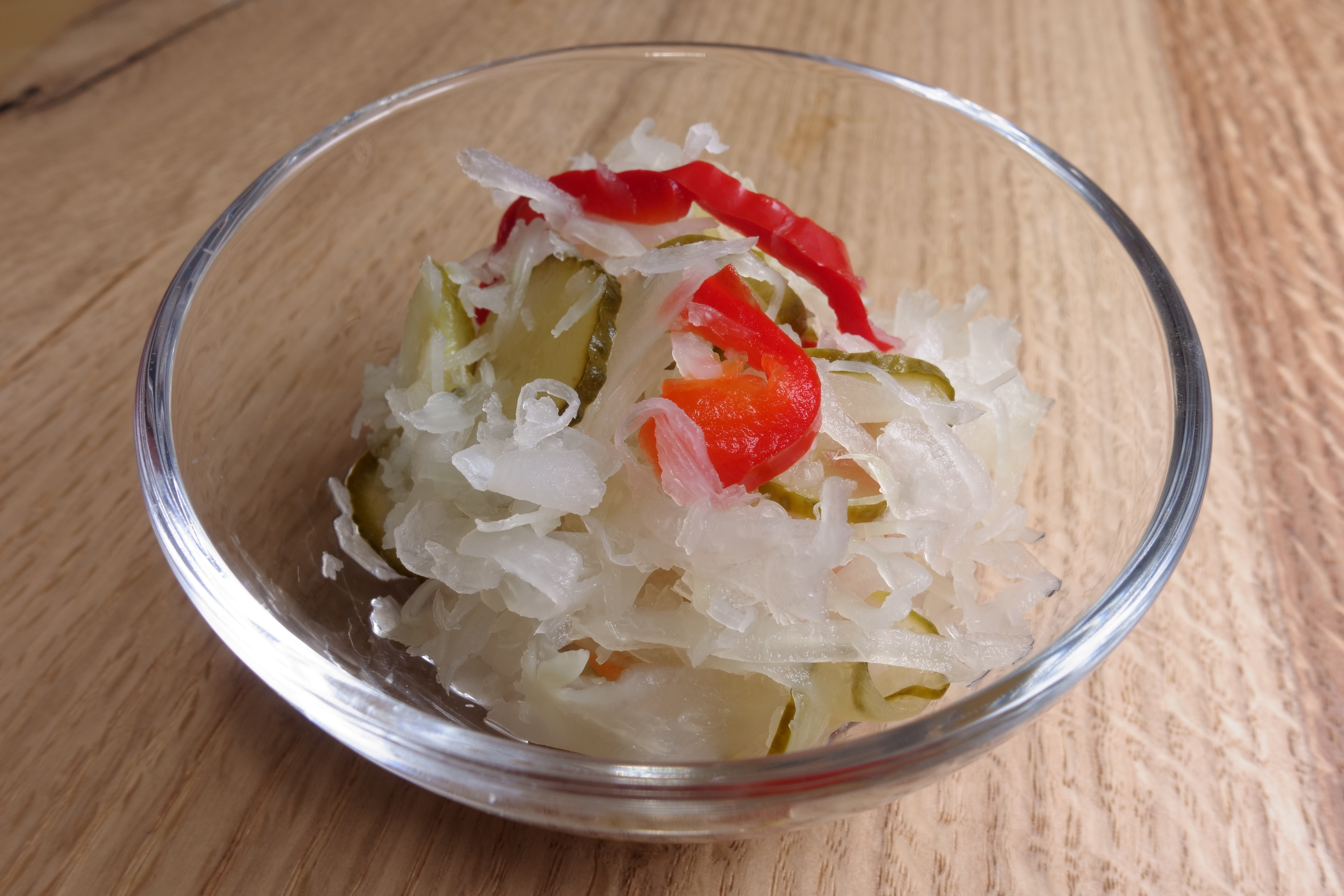
Pusztasalat mit Weißkraut, Gurken und Paprika

Pusztasalat ist ein Mischgemüseerzeugnis, das aus in Essig eingelegtem, in dünne Streifen geschnittenem Gemüse wie Paprika (25 %), Gewürzgurken, Sellerie, Karotten und Zwiebeln besteht. Auch Weißkohl kann Bestandteil von Pusztasalat sein. Die Verkehrsbezeichnung lautet Puszta Salat.
Industriell hergestellter Pusztasalat ist als Sauerkonserve verschiedener Markennamen und Eigenmarken zahlreicher Einzelhändler erhältlich. Der Produktname suggeriert eine Nähe zu Ungarn (Landschaft Puszta) bzw. zur ungarischen Küche, in der Paprika eine zentrale Rolle spielt, ein solcher Salat hat aber nichts mit der traditionellen ungarischen Küche zu tun.

## Belege
1. ↑  oetker.de (Seite nicht mehr abrufbar, festgestellt im November 2020. Suche in Webarchiven)
2. ↑  Leitsätze für Gemüseerzeugnisse. In: deutsche-lebensmittelbuch-kommission.de. 2008, S. 67, abgerufen am 27. Januar 2022.